# Cluster 5

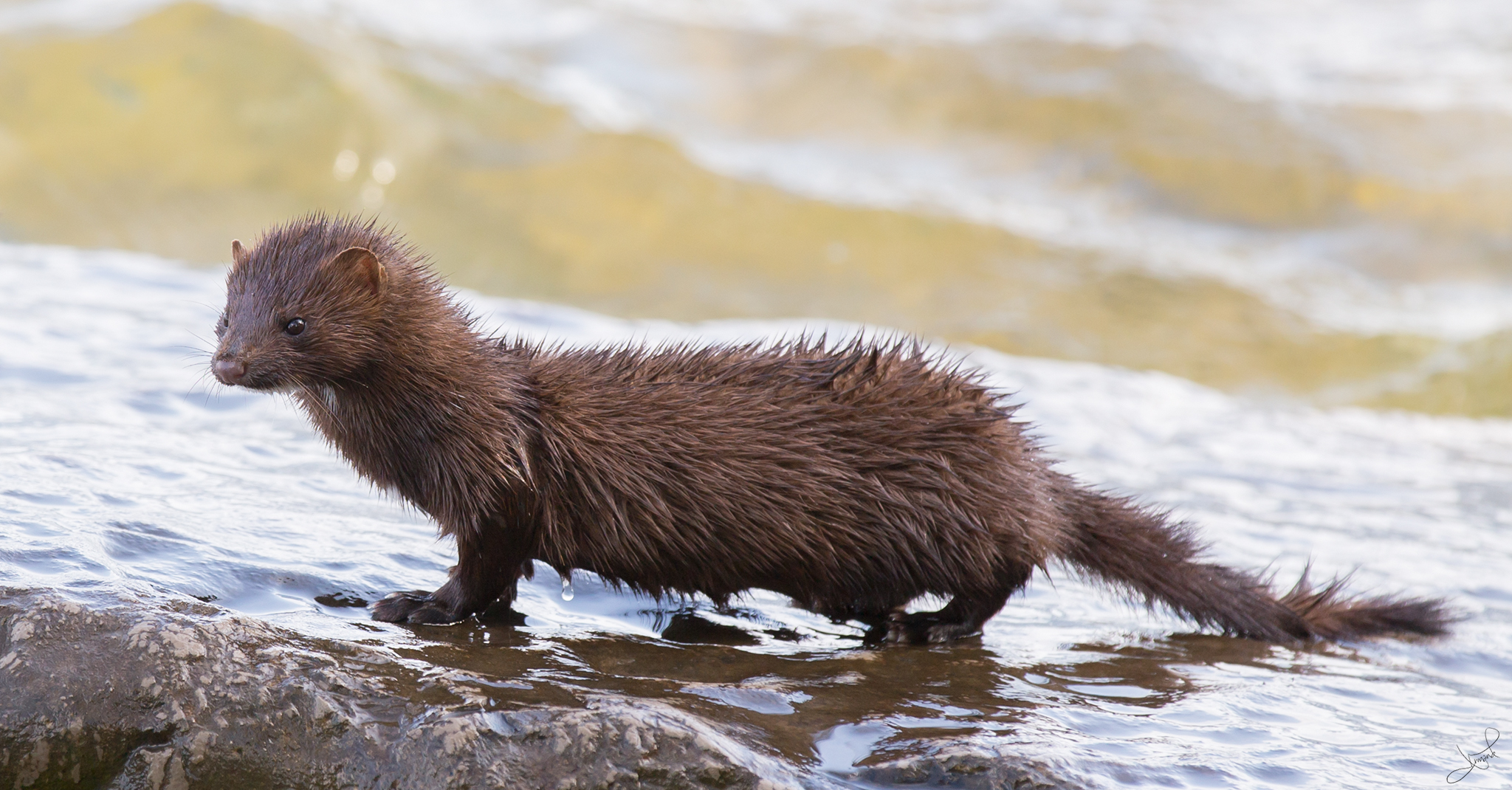
حيوان المنك.

كلاستر 5 (بالإنجليزية: Cluster 5)‏ ويشار إليه أيضًا باسم (بالإنجليزية: ΔFVI-spike)‏ من قبل معهد اللقاحات الحكومي الدنماركي، هو أحد تحورات فيروس كورونا المرتبط بالمتلازمة التنفسية الحادة الشديدة النوع 2، الفيروس المسبب مرض فيروس كورونا 2019، أبلغ عنه في شمال يوتلاند في الدنمارك في نوفمبر 2020. يعتقد أنه انتشر من حيوان المنك إلى البشر عبر مزارع تربية المنك.
في 4 نوفمبر 2020، أعلنت الدنمارك أنها ستعدم عشائر المنك في البلاد لمنع الانتشار المحتمل لهذا التحوّر وتقليل خطر حدوث طفرات فيروسية جديدة من كورونا، وإثر ذلك فُرض حظر وقيود على السفر في سبع بلديات في شمال يوتلاند لمنع انتشار الفيروس المتحور، درءًا لأي حالات تفشي جديدة تؤثر على عمليات السيطرة على جائحة فيروس كورونا.
صرحت منظمة الصحة العالمية أن كلاستر 5 لديه «حساسية منخفضة بشكل معتدل لتحييد الأجسام المضادة». حذر معهد اللقاحات الحكومي الدنماركي (SSI) من أن كلاستر 5 يمكن أن يقلل من تأثير لقاحات كوفيد-19 قيد التطوير، على الرغم من أنه من غير المرجح أن يجعلها عديمة الفائدة. بعد الإغلاق والمسح الشامل للمنطقة، أعلنت مباحث أمن الدولة الدنماركية في 19 نوفمبر 2020 أن تحور كلاستر 5 قد أُبيد بالكامل.

## الاسم والطفرات
في الدنمارك، هناك خمس عناقيد (كلاسترات) من متغيرات المنك لفيروس سارس كوف 2؛ لقب معهد اللقاحات الحكومي الدنماركي (إس إس آي) هذه الأنمط باسم كلاستر 1-5. في كلاستر 5 المعروف باسم الشوكة دلتا إف في آي من قبل معهد اللقاحات الحكومي، أُكد وجود عدد من الطفرات المختلفة على بروتين الشوكة للفيروس. تضمنت الطفرات النوعية 69-70 دلتا إتش في (حذف بقايا الهستيدين والفالين على الموقعين 69 و70 من البروتين والطفرة واي 453 إف (تغيير من التيروزين إلى الفينيل ألانين على الموقع 453، وذلك ضمن الحقل الرابط للمستقبل على بروتين الشوكة والطفرة آي 692 في (تغير من إيزوليوسين إلى الفالين على الموقع 692 والطفرة إم 1229 آي (تغير من الميثيونين إلى الإيزوليوسين على الموقع 1229) إضافة إلى الاستبدال غير المحافظ إس 1147 إل.
لوحظت طفرات مرتبطة بالمنك تشبه جزئيًا تلك المكتشفة في الدنمارك في هولندا، على الرغم من كونها تنتمي إلى مجموعة جينية مختلفة.

## خلفية
في عام 2019، كانت الدنمارك أكبر مصدر لفرو المنك في العالم، وتركزت الغالبية العظمى من مزارع المنك في الأجزاء الشمالية والغربية من يوتلاند. خلال الأعوام الأخيرة، شهد هذا المجال تراجعًا تدريجيًا في البلاد. إلى جانب الخفافيش وآكلات النمل الحرشفية والبشر، تعتبر حيوانات المنك من بين الثدييات العديدة القابلة للإصابة بفيروسات كورونا.
في نوفمبر من عام 2020، ومع النفي التدريجي لدور آكل النمل الحرشفي في انتشار مرض فيروس كورونا 2019 من قبل العلماء، وفي مقال نُشر على موقع لي كريزيه بتاريخ السابع من ينار، قدم عالم الاجتماع والصحفي في صحيفة ريبورتير يان فور بيانات تطرح احتمال لعب مزارع المنك الصينية دورًا في ظهور مرض فيروس كورونا 2019. في شراكة ثنائية مع الصحفي العلمي إيف سياما، أجرى الصحفيان تحقيقًا لصحيفة ريبورتير بين شهري نوفمبر وديسمبر من عام 2020. في اليوم التالي وُثق انتقال الفيروس من حيوانات المنك على البشر إضافة إلى الطفرات المتعلقة بالمنك في دورية ساينس العلمية، ما حث الحكومة في أواخر عام 2020 إلى إصدار قرار يمنع مزارع المنك، ومن المقرر أن يدخل القرار حيز التنفيذ في أواخر عام 2024.
بعد الاكتشاف الحاصل في هولندا، بدأت السلطات الدنماركية برنامج مراقبة واسعًا لمزارع المنك في البلاد، إضافة إلى إجراء الاختبارات والتنميط الجيني بشكل مستمر. أكدت وزارعة الزراعة في الولايات المتحدة توثيق حالات من حيوانات المنك المصابة بمرض فيروس كورونا 2019 في ولاية يوتاه في شهر أغسطس 2020. لوحظت حالات تفش إضافية في ولايات ميشيغان وويسكنسن وأوريغون. اعتبارًا من التاسع والعشرين من شهر نوفمبر 2020، وُثقت حالات من إصابة حيوانات المنك بمرض فيروس كورونا في الدنمارك وإيطاليا وهولندا وإسبانيا والسويد والولايات المتحدة.

## الخط الزمني

### الاكتشاف
بحلول الثاني من نوفمبر 2020، اكتشف معهد اللقاحات الحكومي المستقل المملوك من قبل الحكومة الدنماركية (إس إس آي) وجود متغيرات طافرة من فيروس سارس كوف 2 قابلة لإصابة البشر وامتلاك تأثيرات خطيرة في مزارع المنك في البلاد مع وجود ارتباط بين الإصابات البشرية و191 مزرعة منك إيجابية. أعلن المعهد عن هذه النتائج في الثالث من نوفمبر، داعيًا المتغيرات ذات الارتباط المعروف بثلاث مزارع باسم «كلاستر 5». في الرابع من نوفمبر 2020، ذكرت رئيسة الوزراء الدنماركية مته فريدريكسن أن فيروس كورونا الطافر قابل للانتقال إلى البشر عبر حيوانات المنك، الأمر المرتبط مباشرة بمزارع المنك في شمال يوتلاند.
وجد تقرير لمعهد اللقاحات الحكومي وجود 12 إصابة بشرية (8 إصابات مرتبطة مباشرة بمزارع المنك و4 إصابات في المجتمعات المجاورة) تشمل هذه الطفرة في شمال يوتلاند (مع الإشارة إليها باسم «كلاستر 5»)، كما أن الاستجابة المناعية لها بالأجسام المضادة كانت أضعف. في حين ذكر المعهد أن الطفرة لا تبدو أكثر خطرًا من بقية فيروسات كورونا بحد ذاتها، حذر كل من كوره مولباك وتيرا غروف كراوزه العاملين في معهد اللقاحات الحكومي من أن الطفرة قد تؤدي إلى إضعاف أثر لقاحات كوفيد-19 التي تخضع للتطوير، على الرغم من أن إلغاء الطفرات لفائدة اللقاحات على الإطلاق أمر مستبعد. إضافة إلى ذلك، ظهر أن الاستجابة المناعية الضعيفة بالأجسام المضادة تقلص المناعة المكتسبة بالتقاط العدوى. ذكر المعهد أنه وعلى الرغم من أن كلاستر 5 تثير القلق إلى حد ما، كان هناك قلق حول طفرات محتملة يمكن أن تظهر لدى حيوانات المنك في المستقبل، ما دعاهم إلى التوصية بإغلاق جميع مزارع المنك حول البلاد.

### الإقفال وإعدام الحيوانات
في إجراء احترازي، أعلنت فريدريدكسن أن البلاد قد دخلت فعلًا في عملية إعدام حيوانات المنك المقدر عددها بنحو 14 مليون (كانت التقارير الأولية المقدرة بنحو 15 إلى 17 مليون حيوان معتمدة على تخمينات عائدة إلى أعوام سابقة حين كان مجال تربية المنك أوسع). لمنع انتشار الطفرة، أُعلن أيضًا في الخامس من نوفمبر أن الإغلاق وإجراءات تقييد الحركة سوف تُطبق في إدارات يوتلاند الشمالية بدءًا من اليوم التالي. طلبت السلطات إغلاق جميع المؤسسات الثقافية مثل دور السينما والمسارح والمرافق الرياضية والترفيهية وجميع المطاعم التي تقدم الطعام داخل المطعم، كما مُنع السفر إلى المديريات المحظورة ومنها. أوقف عمل وسائل النقل العامة في التاسع من نوفمبر. بدأت السلطات حملة اختبارات واسعة (امتلكت الدنمارك بالفعل أحد أعلى معدلات الاختبار حول العالم) كما وسعت نطاق برامج تقصي الإصابات. خُطط مبدئيًا لتطبيق القيود في شمال يوتلاند حتى الثالث من ديسمبر، لكنها يمكن أن توقف قبل ذلك التاريخ اعتمادًا على سرعة عملية إعدام المنك والاختبارات الواسعة على البشر، وإذا لم تُحدد إصابات جديدة بنمط كلاستر 5.
أصدرت منظمة الصحة العالمية بيانًا حول متغيرات فيروس سارس كوف 2 في السادس من نوفمبر. شرح التقرير أن هذا العنقود امتلك مزيجًا من الطفرات التي لم تكن ملاحظة في السابق. امتلك المتغير حساسية منخفضة للأجسام المضادة المعدلة للفيروس، لكن فهم التبعات المتعلقة بالتشخيص والعلاج والتلقيح يحتاج إلى دراسات إضافية. أُشير إلى ذلك لاحقًا في تقدير الخطر الذي نشره المركز الأوروبي للوقاية من الأمراض (إي سي دي سي)، والذي يذكر أن خطورة المتغيرات المرتبطة بالمنك مشابهة لخطورة الشكل العام من مرض فيروس كورونا 2019، لكن التقدير قابل لإعادة التقييم في حال تأكيد الشكوك المتعلقة بالمناعة وعودة العدوى والتلقيح والعلاج عندما يتعلق الأمر بالعنقود 5 على وجه التحديد، ذاكرًا أيضًا أن انتشار الفيروس في مزارع المنك قد يؤدي إلى مشاكل إضافية في المستقبل ومردفًا تعليمات لتدبير الخطر. في أواخر شهر نوفمبر، وصل عدد حيوانات المنك المعدمة إلى أكثر من 10 ملايين.

### التبعات
بعد تطبيق الاختبارات الواسعة، أعلن معهد اللقاحات الحكومي في التاسع عشر من نوفمبر 2020 أنه لم يسجل أي إصابات جديدة بكلاستر 5 وأن هذا النمط قد انقرض على الأغلب. رُفعت القيود الخاصة المفروضة على بعض مديريات شمال يوتلاند في التاسع عشر والعشرين من نوفمبر (بقيت هذه المديريات خاضعة لقيود مرض فيروس كورونا التقليدية التي تشمل كامل البلاد ولا تتعلق بطفرات المنك).